# Érard
Pour les articles homonymes, voir Erard.

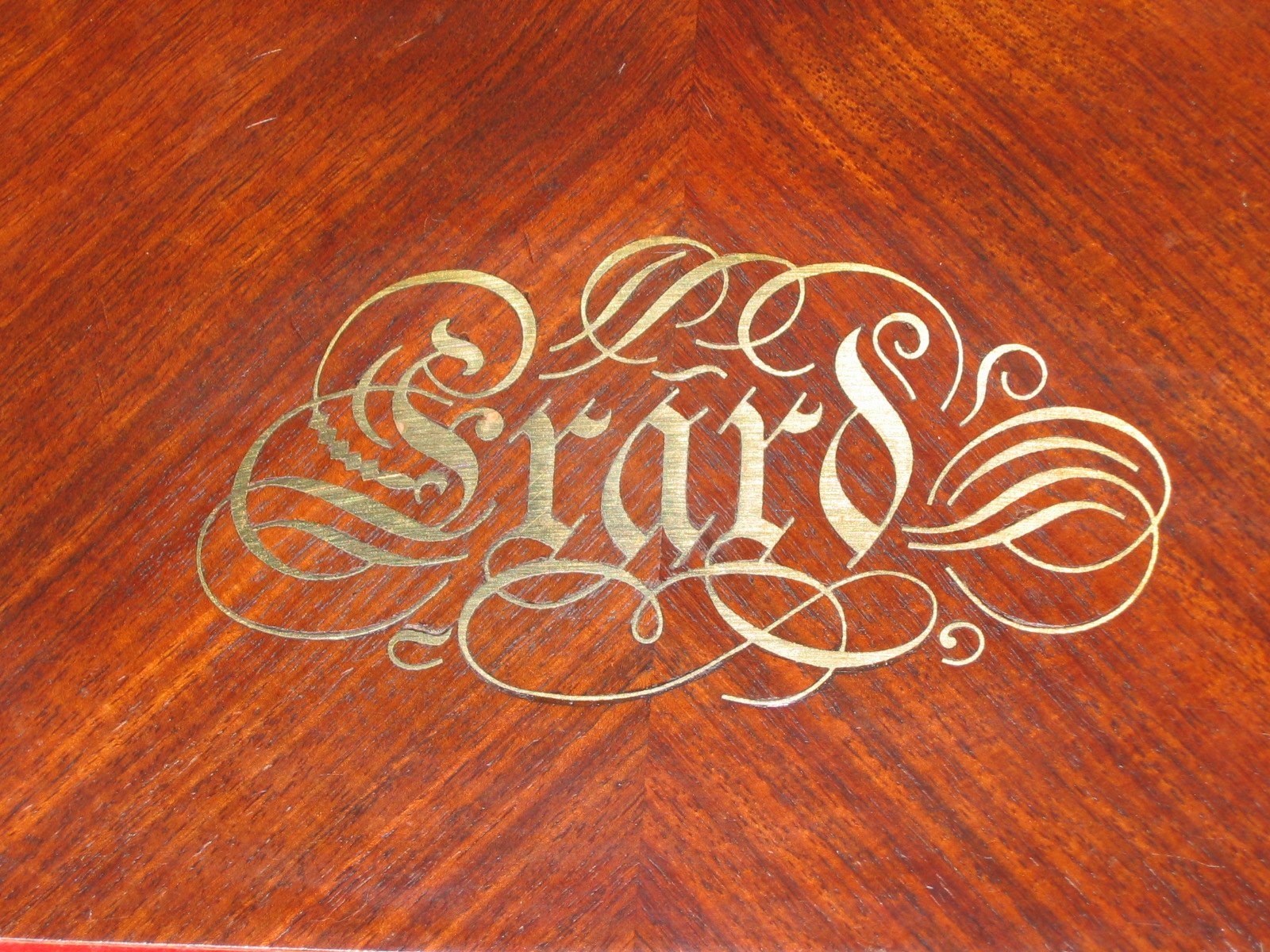
La marque Érard.

Érard est une marque française d'instruments de musique, principalement des pianos, mais aussi à l'origine des clavecins et piano-fortes et d'autres instruments comme des harpes, du nom du fondateur Sébastien Érard (1752-1831), puis Pierre Érard (1796-1855), son neveu. Établie dès avant la Révolution, époque où son fondateur est notamment facteur de pianos officiel du roi, Érard est la plus ancienne des grandes manufactures de pianos françaises. La marque est à nouveau facteur officiel de pianos du roi sous la Restauration et la monarchie de Juillet, reconnaissance qu'elle a alors en partage avec la maison Pleyel.
Érard est avec Pleyel et Gaveau l'un des trois grands noms français de la facture de piano. A l'instar des deux autres, Érard compte parmi les grandes marques mondiales.
Les pianos Érard se distinguent aussi par leur sonorité romantique dite « à la française », donnant aux notes et à la musique interprétée une grande netteté des trois registres : graves, aigus et mediums, avec un timbre clair tout en finesse et puissant à la fois, traits caractéristiques des instruments de la marque.

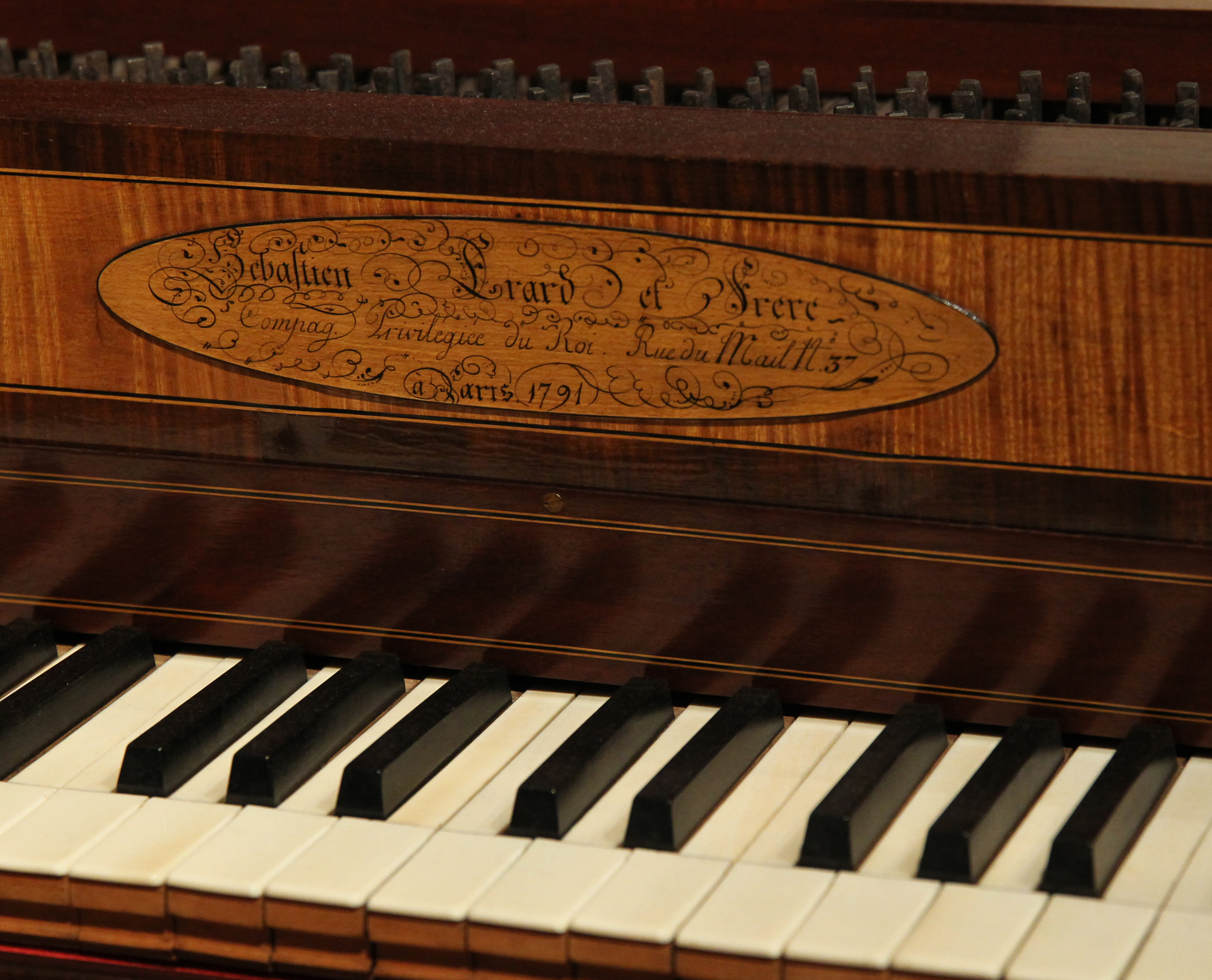
Piano Sébastien Érard et Frère de 1791, marque avec le « Privilège du Roi ».

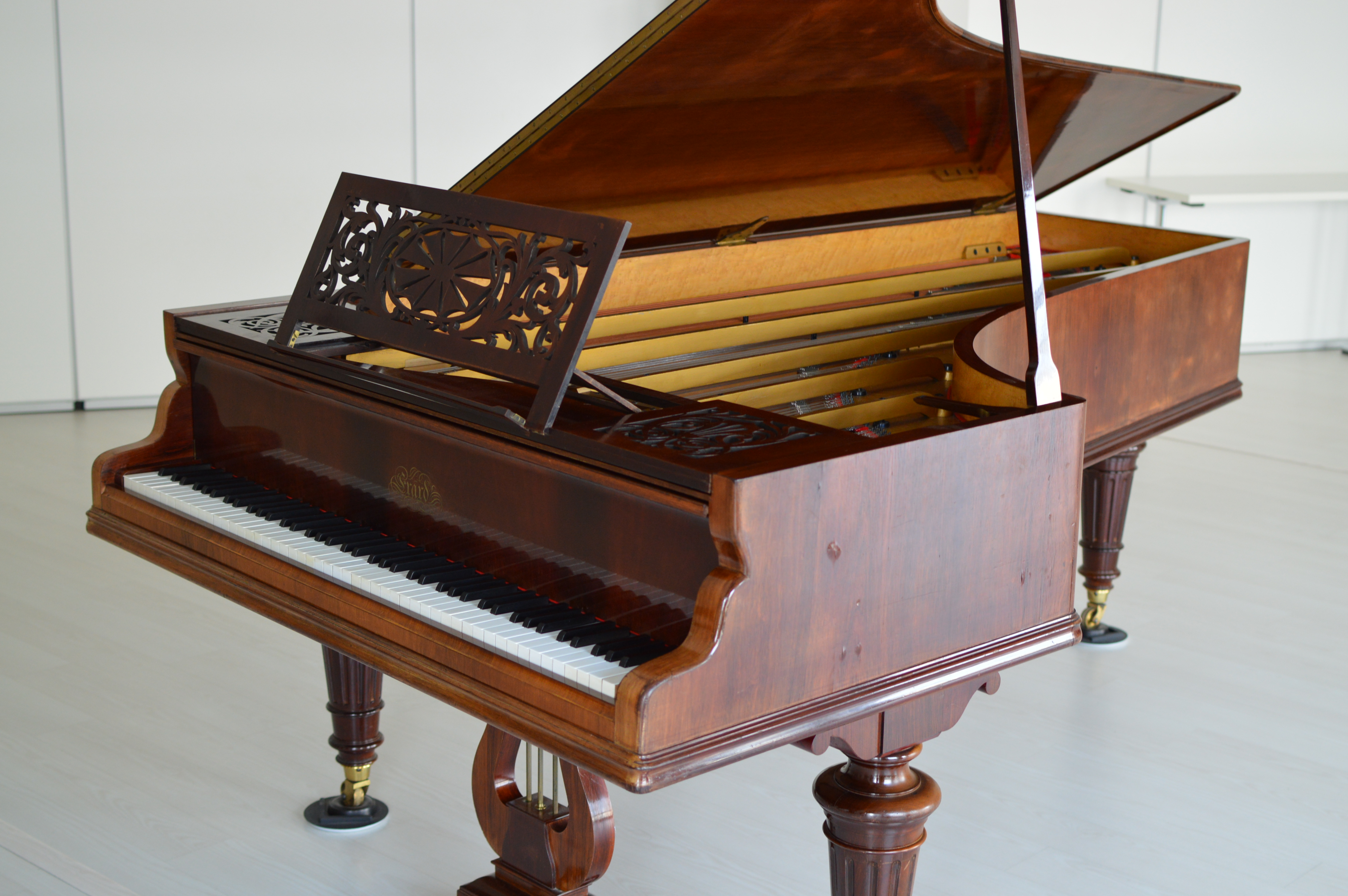
Piano grand queue de concert Érard de 1907,.

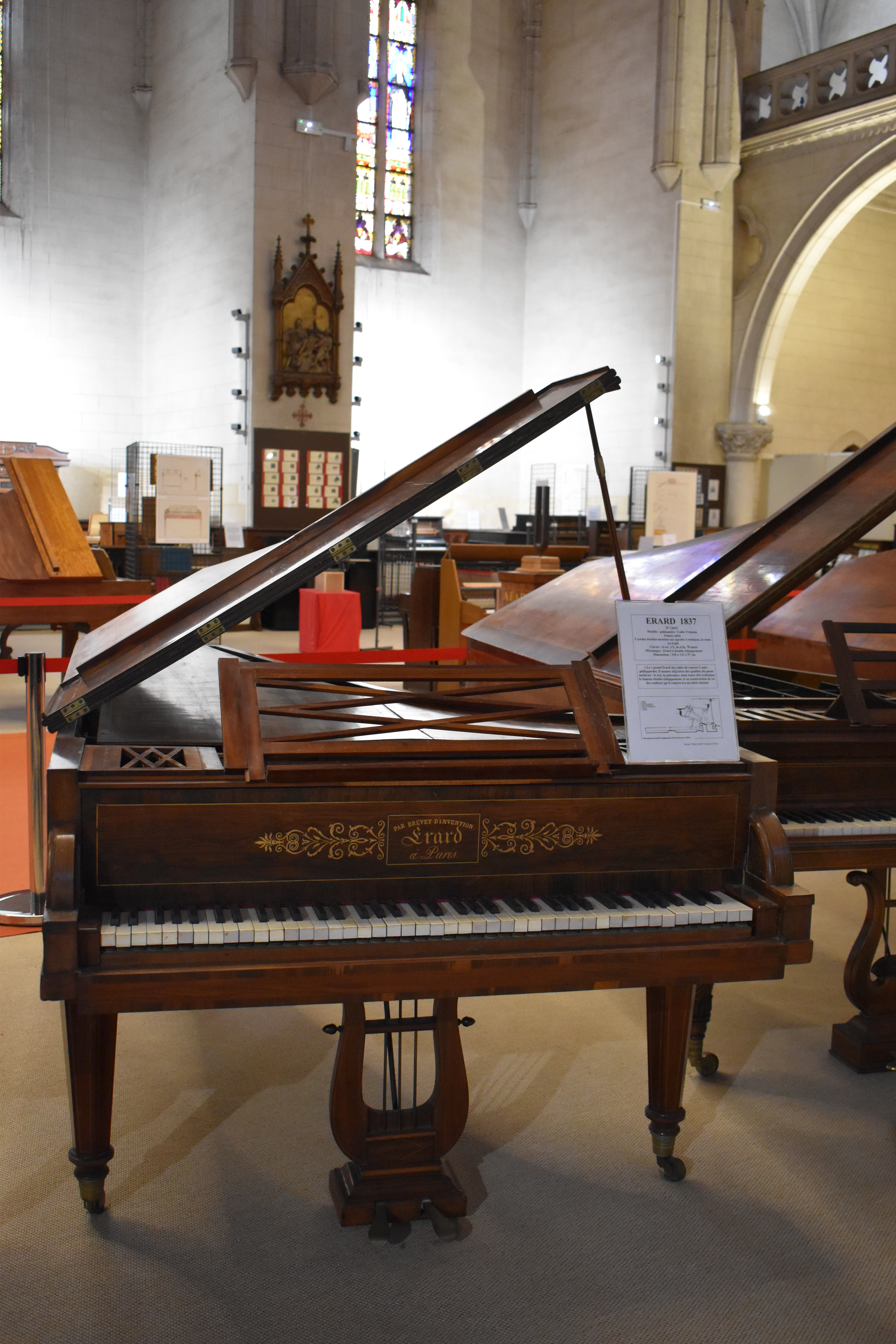
Piano à queue Érard de 1837.

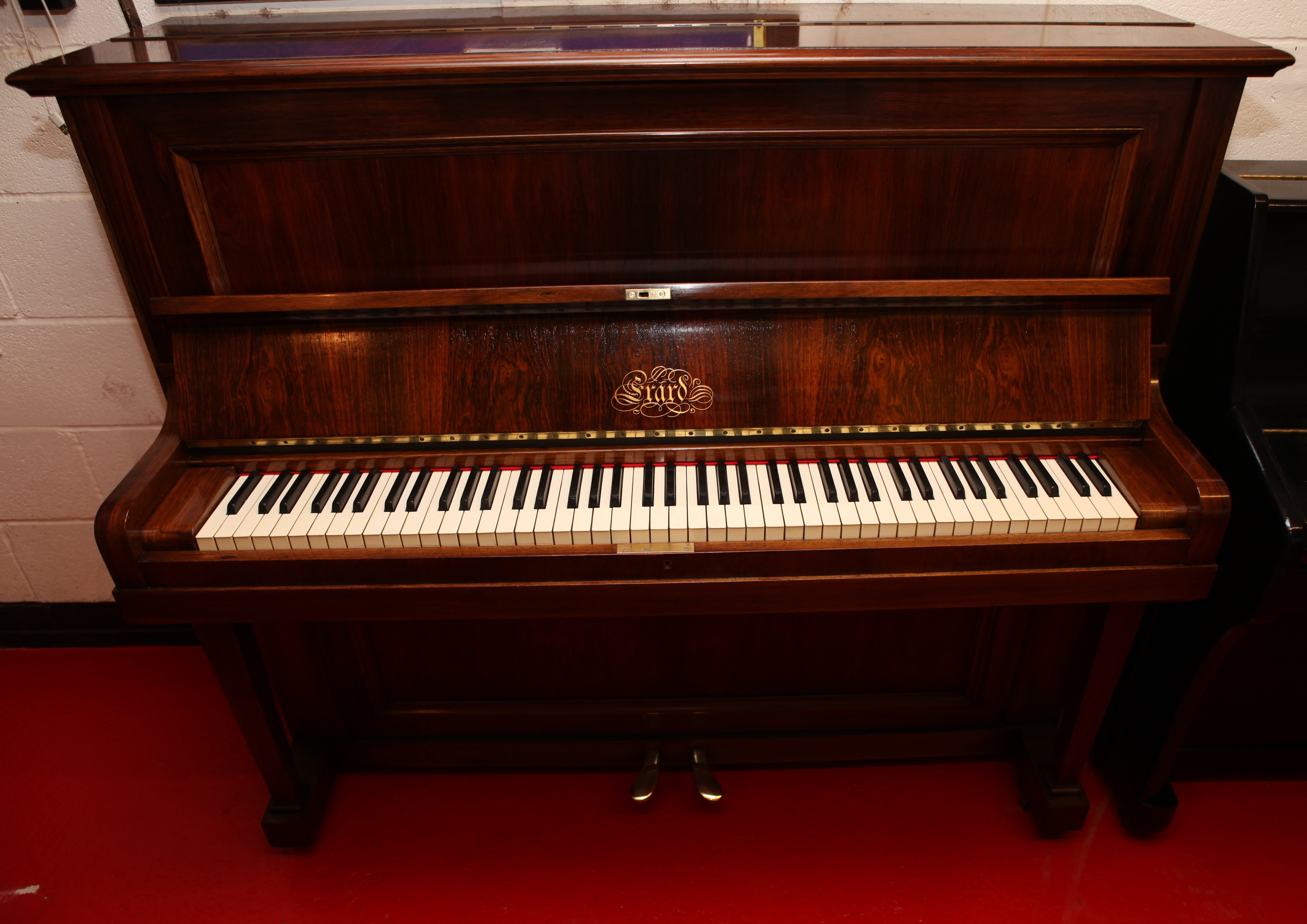
Piano droit Érard.

## Les innovations

Mécanisme à pilote : mécanisme des premiers pianos à trois cordes, fabriqués vers 1790.

Sébastien Érard était apprenti facteur de clavecin. Le premier piano-forte construit par lui date de 1777 . Il va devenir facteur de pianos, de harpes et de clavecins français. Le succès de ses pianos le fait devenir facteur officiel du roi, charge dans laquelle il précède de quelques dizaines d'années Ignace Pleyel et son fils Camille qui seront, à leur tour aussi et en même temps que lui puis de son neveu et successeur Pierre Érard, facteur de pianos du roi sous la Restauration et la monarchie de Juillet. Les années suivantes, il contribue à la mise au point du piano moderne en déposant de nombreux brevets d'inventions concernant son mécanisme, tout particulièrement le système à échappement double en 1821 qui permet de rejouer une note sans attendre que la touche soit totalement remontée, ce qui autorise une répétition beaucoup plus rapide. Rapidement, tous les pianos à queue en sont équipés. Il invente aussi l'agrafe en 1808, toujours utilisée aujourd'hui. Fixée sur le cadre, elle permet de guider de façon précise les cordes et de déterminer leur longueur vibrante du côté des chevilles.
Érard inventera aussi la harpe à 7 pédales à double mouvement en 1810, permettant de jouer dans tous les tons (harpe diatonique) grâce à une mécanique très perfectionnée, permettant de monter ou diminuer à volonté chaque corde d'un ou deux demi-ton.

## L'entreprise
Après un atelier hébergé dans l'hôtel particulier de la duchesse de Villeroy Jeanne Louise Constance d'Aumont de Villequier Villeroy, alors qu'il est devenu facteur officiel du roi Louis XVI, Sébastien Érard fonde sa société avec son frère aîné Jean-Baptiste et s’établit rue de Bourbon, actuelle rue de Lille, puis 13 rue du Mail en 1781. Après la croissance de l'entreprise à la fin des années 1780 (254 pianos produits en 1788, 410 en 1789), pour fuir la Révolution en raison de sa position de facteur officiel du roi, comme de ses convictions royalistes et compte-tenu du marasme de ces années troublées (76 pianos en 1790), Sébastien Érard émigre à Londres en 1792 où il établit une fabrique de pianos et harpes. Après la chute de Robespierre et la fin de la Terreur, à l'occasion du calme qui revient peu à peu en France grâce à l'avènement du Directoire, il revient à Paris en 1796, l'usine de Londres poursuivant son activité. Il fait ensuite des séjours prolongés à Londres pour suivre la manufacture anglaise en attendant la reprise de sa gestion par son neveu Pierre à partir de 1814. A Paris, l'entreprise se développe au XIXe siècle ce qui amène le déplacement des ateliers au 21-23 de la même rue, les locaux du 13 étant ensuite réservés à l’hôtel particulier et à la salle d’exposition-magasin de vente.
À partir de 1814, Pierre Érard, neveu de Sébastien, dirige l'établissement de Londres puis prend la succession de l'entreprise après la mort de son oncle en 1831.

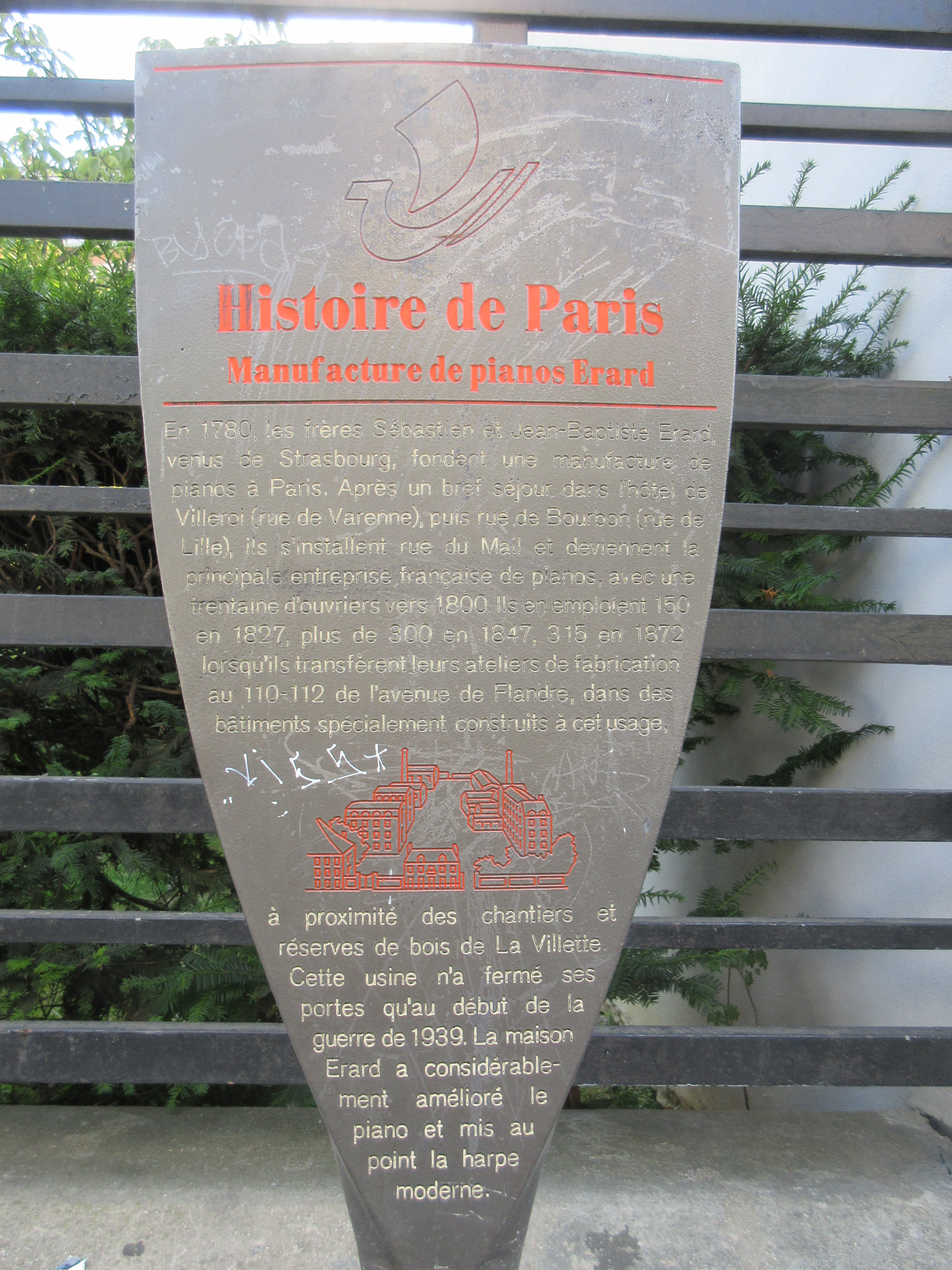
Panneau Histoire de Paris « Manufacture de pianos Érard ».

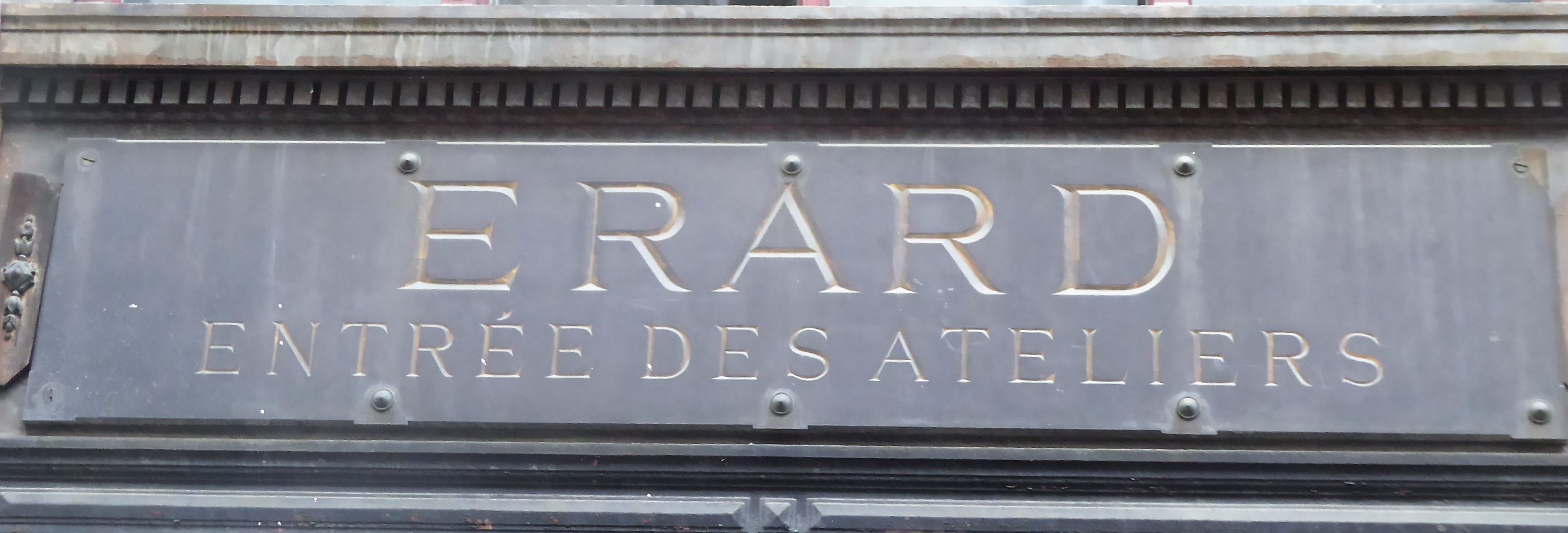
Entrée des anciens ateliers 21-23 rue du Mail

La fabrique de Paris employait 80 ouvriers spécialisés en 1831. En 1844, l’entreprise ouvre une annexe rue Saint-Maur et emploie 300 ouvriers.
Après la mort de Pierre Érard en 1855, sa veuve confie la direction de l'établissement parisien à son beau-frère M. Schaeffer.

M. Schaeffer qui était bâtonnier de l'ordre des avocats de Strasbourg, n'a pas de compétence technique mais s'acquitte de sa tâche consciencieusement et continue à développer l'entreprise. Les ateliers sont transférés en 1864 de la rue du Mail au 110-112 rue de Flandre dans des bâtiments plus vastes, spécialement conçus et construits à cette fin.
Le temps des innovations est passé, mais Érard emploie 315 ouvriers en 1872, est encore avec Pleyel et Gaveau l’un des fabricants importants de pianos en France (Pleyel emploie 231 ouvriers à la même époque et Gaveau, manufacture de création alors plus récente, emploie 150 ouvriers, 200 ouvriers vers 1890, puis 300 ouvriers en 1896).
La salle de concert aménagée 13 rue du Mail à la fin des années 1850 est agrandie en 1877.
Après cet apogée, les pianos Érard connaissent une baisse de succès, entre autres à cause des changements multiples de nom après la disparition de M. Schaeffer : (Blondel & Cie, Guichard & Cie, etc. .
La manufacture de Londres se limite à la fabrication des harpes puis ferme en 1890 et l'entreprise décline à partir de la fin du XIXe siècle.
Après la grande période d'innovations du début du XIXe siècle, les produits Érard ont peu évolué et leur facture apparaît démodée.
Les pianos Érard, adaptés au jeu perlé issu de la tradition française du clavecin, convenant à l'interprétation des classiques de la fin du XVIIIe siècle et des premiers romantiques, n'ont pas suivi l'évolution vers la puissance et la virtuosité dans les grandes salles de concert.
En 1959, la firme fusionne avec Gaveau puis la société Gaveau-Érard en 1961 avec la société Pleyel, l'ensemble étant repris en 1971 par la société allemande Schimmel qui la conserve jusqu'en 1990.
Ces marques sont ensuite regroupées à travers la « Manufacture française de pianos » avec Rameau, jusqu'en 2000 où Hubert Martigny rachète l'ensemble. Il doit faire face à une rude concurrence, en particulier celle des pianos à bas coût venus d'Asie. La marque est spécialement confrontée à la concurrence des pianos produits en Chine vendus à prix cassés, cela alors que le marché français du piano neuf connaît par ailleurs un quasi effondrement. Avec en particulier la numérisation des loisirs (jeux vidéos, internet) des jeunes générations, les ventes de pianos acoustiques ont été divisées par cinq en l'espace de 30 ans où l'on est passé de 40 000 instruments vendus en 1980 en France, à seulement 8 000 en 2010 (et plus que 6000 en 2020). Il est à noter que le développement des achats de pianos numériques en alternative au piano acoustique, pour des raisons d'encombrement et de prix réduits, ont aussi participé de l'accroissement de cette forte chute depuis les années 2000, l'accélérant et la renforçant encore.
Depuis 2017, tout comme Gaveau et Rameau, la marque Érard est devenue via le rachat de Pleyel la propriété de la société Algam, distributeur officiel de 150 marques d'instruments de musique et de matériel audio. Le rachat de Pleyel est intervenu à l'initiative de Gérard Garnier, président d'Algam.
La marque Érard n'est de nos jours plus exploitée, non plus que celles de Gaveau et Rameau, seule subsiste la marque Pleyel.
Bien qu'ils ne soient plus fabriqués de nos jours, les pianos Érard  sont toujours très appréciés. Ils continuent d'être en outre des instruments en usage recherchés qui rencontrent un succès établi sur le marché du piano, tant au niveau français qu'à l'international. Ils font aussi l'objet de très belles et nombreuses restaurations de la part d'ateliers de facteurs et restaurateurs de renom,,,,,.

L'ancienne entreprise rue du Mail
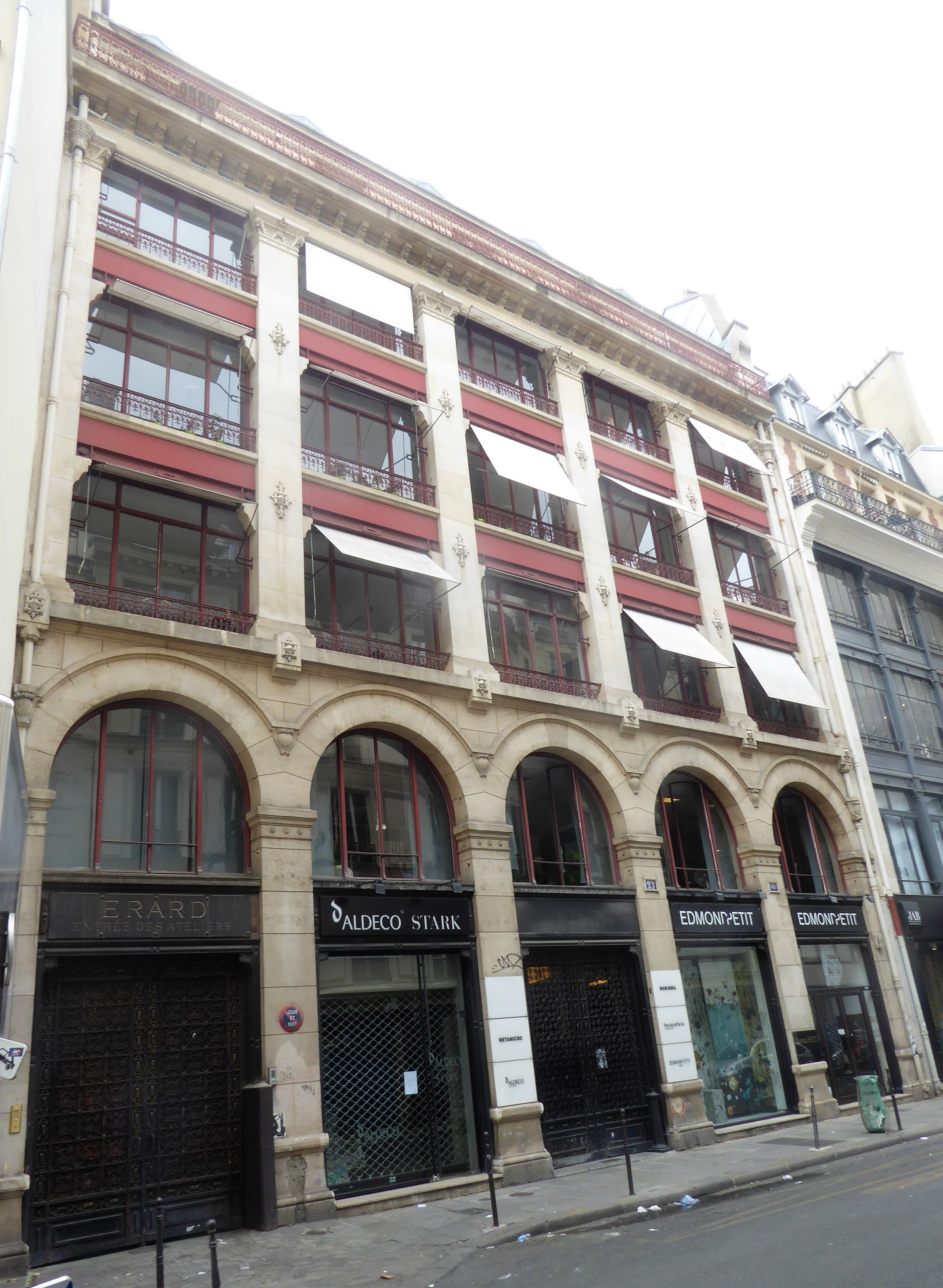
Façade des anciens ateliers de la manufacture Érard 23 rue du Mail
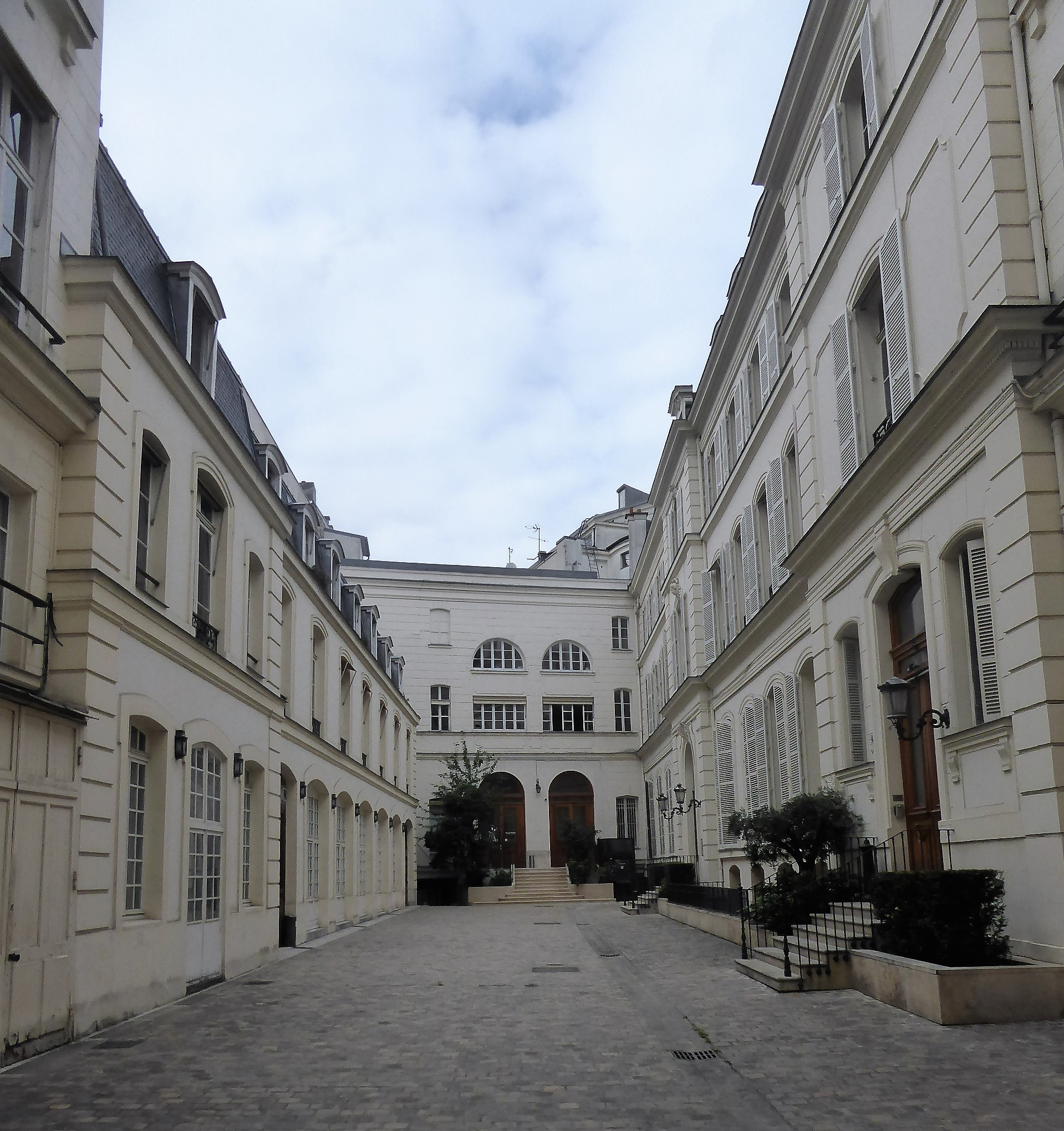
Cour du 13 rue du Mail. Au fond l’entrée de la salle de concert. À gauche, l’ancienne salle d’exposition et de vente des instruments. À droite l’ancien hôtel particulier de Sébastien Érard réaménagé après 1855 pour la résidence de Madame veuve Érard
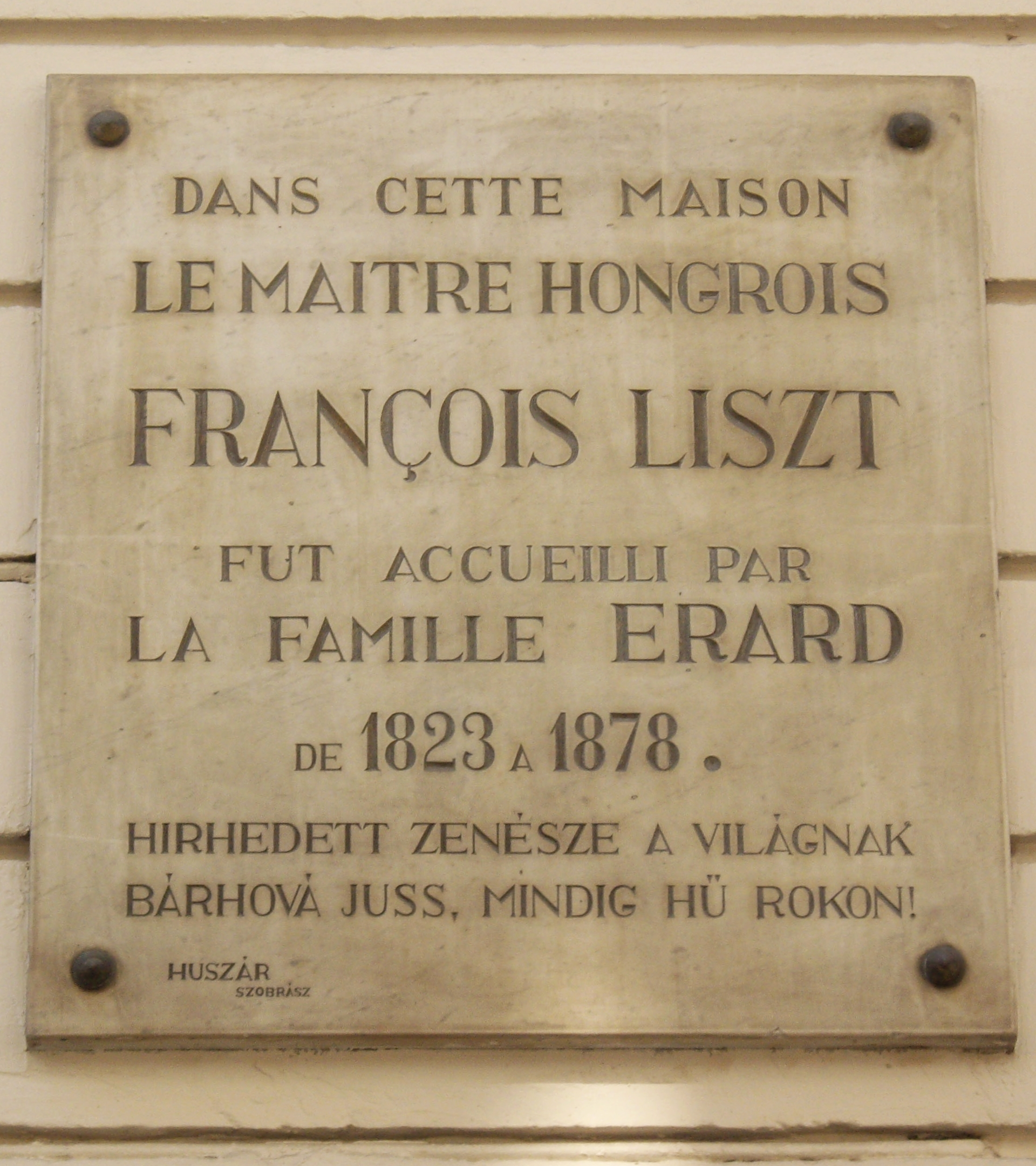
Plaque Franz Liszt 13 rue du Mail

Quelques Érard célèbres : le no 28, fabriqué en 1800, appartenait à Haydn, le no 133, en 1803, à Beethoven, le no 33932, renuméroté 38932 en 1867, à Verdi. D'autres compositeurs, comme Liszt, Fauré et Ravel, en ont également possédé.

## Éditions musicales
L'entreprise avait au début du XIXe siècle une activité d'édition également établie rue du Mail, dirigée par les sœurs de Sébastien, qui publia notamment la première édition française de la Création de Haydn, les œuvres de John Field, des concertos pour violons de Kreutzer[Lequel ?], des opéras de Boieldieu, Spontini, Dalayrac etc.

## La famille

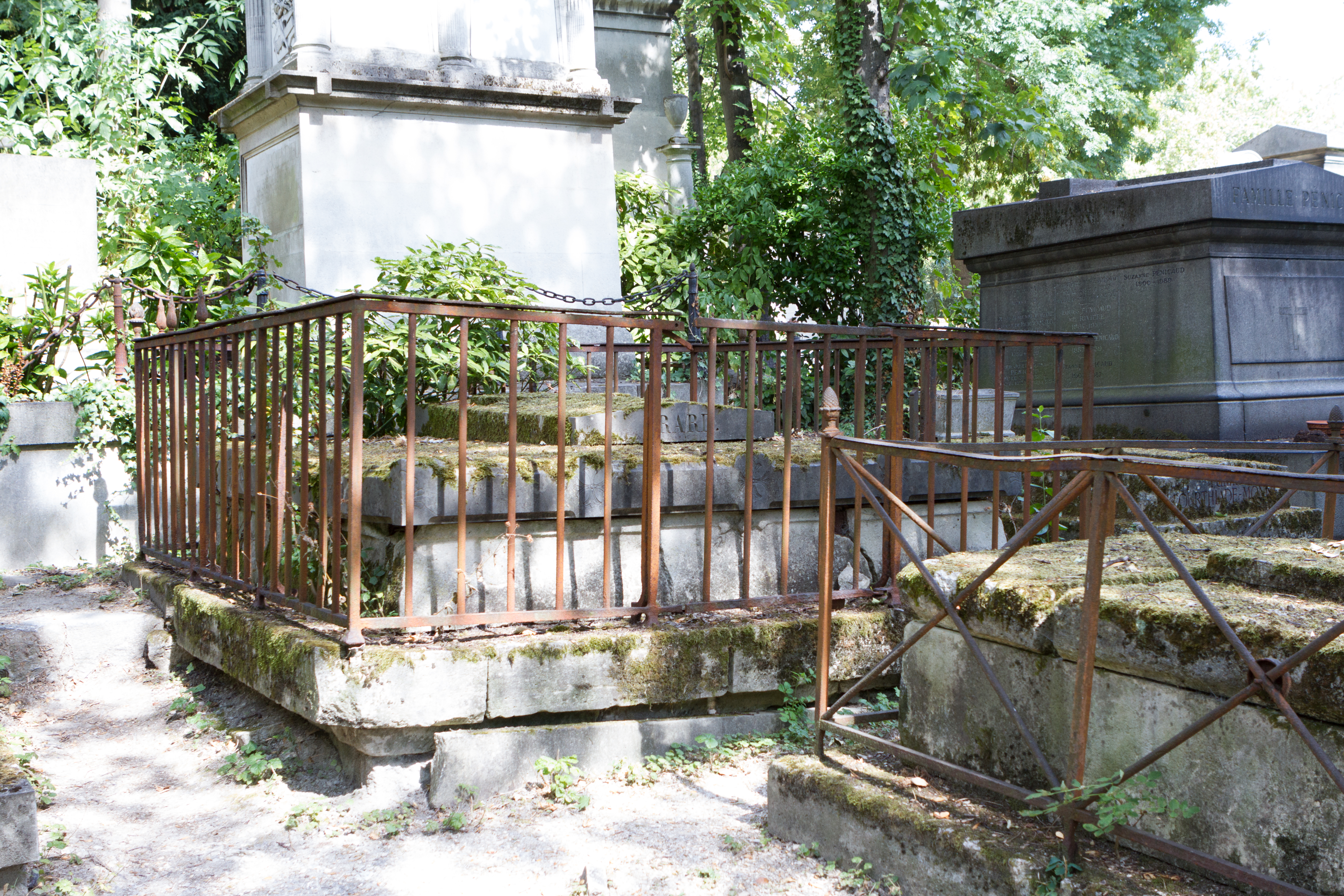
La tombe familiale au cimetière du Père-Lachaise

- Sébastien Érard, né à Strasbourg le 5 avril 1752 (Erhard à l'origine).
  - Débuts comme facteur de clavecins
  - Construction du premier piano en 1777 (un piano carré)
  - Association avec son frère Jean-Baptiste à cette époque pour fonder une société
  - Nommé facteur officiel du roi[1]
  - Construction du premier piano en forme de clavecin en 1790
  - Émigration à Londres lors de la Révolution
  - Nouvelle société à Paris en 1796
  - Invente la mécanique à double échappement en 1821
  - Meurt en 1831
- Jean-Baptiste Érard (7 juin 1749-10 avril 1826), frère aîné du précédent
- Pierre Érard (1796 - 1855), fils de Jean-Baptise neveu de Sébastien, directeur de la manufacture de Londres et successeur à la tête de l'entreprise de son oncle en 1831.
  - Dépose un brevet améliorant la mécanique à double échappement en 1833

## Modèles
- Harpes diatoniques à pédales.

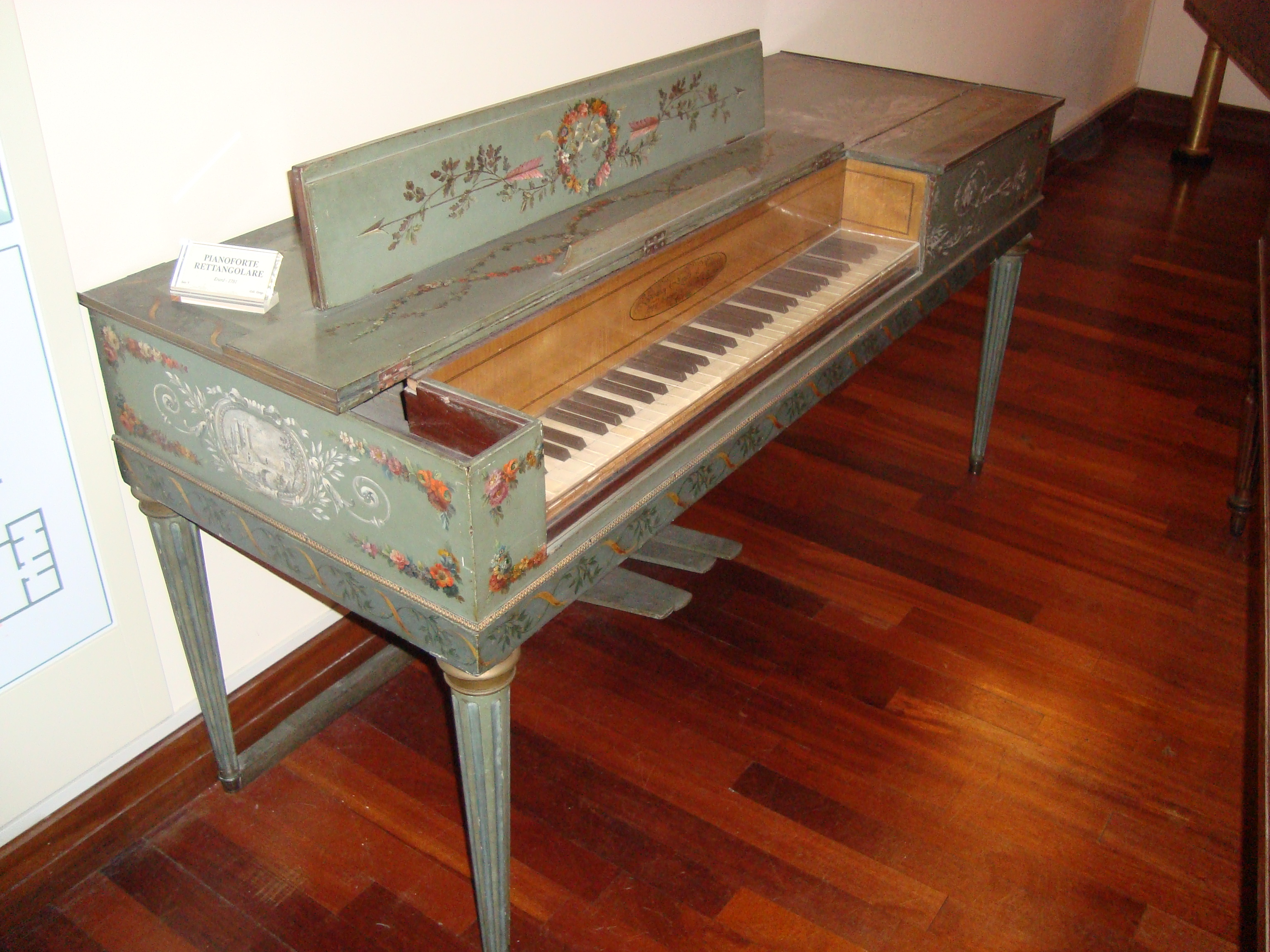
Piano carré de Sébastien Érard datant de 1781, collection du Musée national des instruments musicaux de Rome

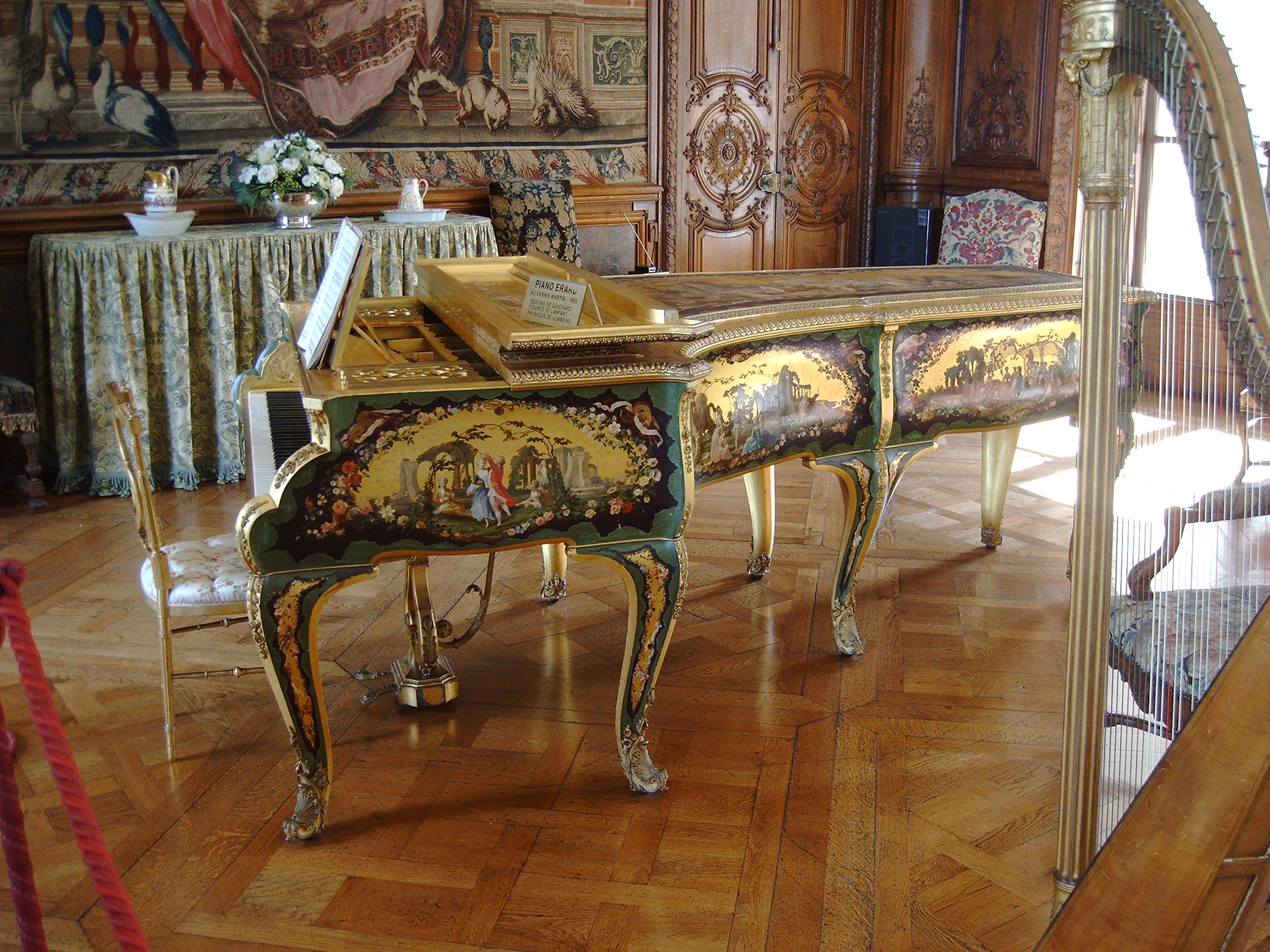
Piano Érard au vernis Martin, 1855, collection du Château de Bizy

- Pianos carrés au début. Ce modèle, courant de la fin du XVIIIe à la deuxième moitié du XIXe siècle, n'est plus en usage.
- Pianos droits.
- Pianos à cordes parallèles, de plusieurs longueurs, construits jusque dans les années 1920.
- Pianos à cordes croisées, allant du modèle 33 (crapaud), au concert, en passant par le 0 (zéro), un quart-de-queue de 1.85m, et le 00 de 1.58m.

## Technique[17]
Érard a longtemps fabriqué ses propres mécaniques de piano, facilement reconnaissables aux manches de marteaux en fourche, laissant passer l'attrape, située devant la tête du marteau. Ces mécaniques sont réputées délicates à régler.
Sur la fin (années 1940), Érard équipera ses cordes croisées de mécaniques plus classiques (Schwander).

## Anecdote
Érard s'est, notamment, fait aider par le célèbre et excentrique harpiste et compositeur Bochsa pour ce qui concerne la mise au point de la harpe à double mouvement. Bochsa a montré comment tirer parti de l'évolution de l'instrument.

## Honneurs
Il existe depuis 1864 une rue Érard dans  le 12e arrondissement de Paris, nommée en l’honneur de Sébastien Érard qui travailla un temps dans le faubourg Saint-Antoine tout proche.

## Sur YouTube
- Novelette in C, Poulenc interprété par Jean-Luc Perrot, piano Erard de la médiathèque de Moulins.